# Anna Wallis Suh
Anna Wallis Suh (nach anderen Quellen Anna Wallis Suhr; * 1898 oder 1900 in Lawrence County, Arkansas; † möglicherweise 1969 in Nordkorea) war eine US-amerikanische Missionarin, die der methodistischen Kirche angehörte. Sie wirkte vor und während des Zweiten Weltkriegs vor allem in China, Japan und Korea. Während des Koreakriegs und danach lebte sie in Nordkorea und war als Rundfunksprecherin an Propagandasendungen des Regimes beteiligt. In dieser Zeit wurde sie mit dem Spitznamen Seoul City Sue in Verbindung gebracht.

## Missionierung und Lehrtätigkeit in Ostasien
Wallis wurde im Jahr 1900 als sechstes und letztes Kind von Albert B. und M. Jane Wallis geboren. Eine Quelle berichtet, dass Wallis nach dem Tod ihrer Eltern eine Ehe einging, die 1922 geschieden wurde. In den 1920er-Jahren wurde sie am Scarritt College for Christian Workers in Nashville, Tennessee, zur Missionarin ausgebildet. Sie schloss die Ausbildung 1930 ab. 
Im gleichen Jahr begann sie, an einer christlichen Schule in Korea zu unterrichten. Infolge des stärker werdenden japanischen Einflusses in Korea, der zum Verbot christlicher Missionierungstätigkeit führte, zog Wallis 1938 nach China, wo sie an der Shanghai American School unterrichtete. Hier arbeitete sie mit dem koreanischen Lehrer Suh Kyoon Chul zusammen, den sie 1939 heiratete. Das Ehepaar blieb bis 1943 in Shanghai; danach wurde Wallis in einem Internierungslager in Zhabei untergebracht. 
Nach Kriegsende nahm Wallis zunächst die Arbeit an der Shanghai American School wieder auf, zog aber aufgrund politischer und wirtschaftlicher Schwierigkeiten zusammen mit ihrem Ehemann im Jahr 1947 nach Korea, wo sie zunächst an einer Schule für Diplomatenkinder in Seoul unterrichtete. Die Tätigkeit endete 1950 kurz vor dem Ausbruch des Koreakrieges, nachdem Wallis’ Ehemann wegen „kommunistischer Aktivitäten“ verhaftet worden war. Wenige Wochen nach dem Ausbruch des Krieges begann Wallis, für Nordkorea Propagandasendungen im Rundfunk zu gestalten.

## Seoul City Sue
Nachdem nordkoreanische Truppen Seoul, die Hauptstadt Südkoreas, eingenommen hatten, nahm Nordkorea im Juli 1950 über den Rundfunksender Radio Seoul die Ausstrahlung von Propagandasendungen auf, die zunächst in Seoul und später, nach dem Vorrücken der UN-Truppen, in Pjöngjang produziert wurden. Einer der Bestandteile dieses Programms war eine englischsprachige Sendung. Ihre Adressaten waren in erster Linie US-amerikanische Soldaten, die auf der Seite Südkoreas kämpften. Ziel war es, die amerikanischen Soldaten zum Aufgeben bzw. zum Desertieren zu bewegen. Neben offenen Aufforderungen zur Fahnenflucht wurden in der Sendung die Namen gefallener US-Soldaten verlesen, zeitweise wurde auch geschildert, dass die Partnerinnen der US-Soldaten in deren Heimat fremdgingen. Anne Wallis war ab dem 18. Juli 1950 alleinige, zumindest aber überwiegende Sprecherin dieses Radioprogramms. Unter den US-Soldaten erhielt sie bald den Spitznamen Seoul City Sue (in Anlehnung an Sioux City Sue, den Titel eines 1946 erschienenen Country-Liedes von Zeke Manners). Wallis trug ihre Texte außergewöhnlich monoton und ohne emotionale Regungen vor.
Wallis’ Rolle im Propagandakrieg entsprach der „Tokyo Rose“ oder der „Axis Sally“ (Mildred Gillars), die im Zweiten Weltkrieg auf japanischer bzw. deutscher Seite Radioprogramme für die Soldaten der Gegenseite präsentierten. Gelegentlich war im Zusammenhang mit Propagandasprecherinnen des nordkoreanischen Rundfunks auch der Spitzname Pyongyang Sally im Umlauf. Es ist nicht geklärt, ob sich dieser Spitzname ebenfalls auf Wallis bezieht oder ob damit eine andere Rundfunksprecherin gemeint war.

## Die letzten Jahre
Wallis blieb nach dem Ende des Koreakriegs in Nordkorea. Es gibt Berichte, sie sei etwa 1951 einer Gehirnwäsche unterzogen worden. Einer Quelle zufolge war sie in den 1960er-Jahren verantwortlich für die englischsprachigen Publikationen der Zentralen Nordkoreanischen Nachrichtenagentur.  Unter dem Namen Suh-Anna oder Suhr-Anna war sie zeitweise eine Berühmtheit in Nordkorea. 
Über ihre letzten Lebensjahre gibt es wenige Erkenntnisse. Der US-amerikanische Soldat Charles Robert Jenkins, der 1965 nach Nordkorea übergelaufen war, behauptet in seiner 2008 erschienenen Autobiografie, Wallis 1965 einmal persönlich getroffen zu haben; sie habe sich in einem schlechten Zustand befunden.
Jenkins zufolge ist Wallis 1969 der Spionage für Südkorea angeklagt und exekutiert worden.